# Paillaco
Paillaco is een gemeente in de Chileense provincie Valdivia in de regio Los Ríos. Paillaco telde 20.188 inwoners in 2017 en heeft een oppervlakte van 896 km².